# Landtagswahl in Bayern 2008
- SPD: 39
- Grüne: 19
- FW: 21
- FDP: 16
- CSU: 92

- Regierung: 108
- Opposition: 79

Die Wahl zum 16. Bayerischen Landtag fand am 28. September 2008 statt.
Die Wahlbeteiligung lag bei 57,9 Prozent und damit rund einen Prozentpunkt höher als bei der vorangegangenen Landtagswahl.
Die CSU von Ministerpräsident Günther Beckstein verlor im Vergleich zur Wahl 2003 17,3 Prozentpunkte, sackte auf 43,4 % ab und verlor somit die seit 1962 ununterbrochen erreichte absolute Mehrheit der Landtagsmandate. Die SPD verlor einen Prozentpunkt gegenüber dem bereits niedrigen Ergebnis von 2003 und erzielte damit ihr schlechtestes Ergebnis bei einer bayerischen Landtagswahl seit 1946. Erstmals zogen die Freien Wähler in den Landtag ein und wurden mit 10 Prozent drittstärkste Fraktion. Die Grünen erhöhten ihren Wähleranteil um knapp zwei Prozentpunkte auf nunmehr 9,4 Prozent. Die FDP war mit 8 Prozent nach 14 Jahren Abwesenheit wieder im Landtag vertreten. Für alle drei Parteien war es das jeweils beste Ergebnis, welches sie bei Landtagswahlen in Bayern seit Kriegsende erreichten. Die Linke scheiterte, wie auch alle weiteren Parteien, an der Fünf-Prozent-Hürde.

## Ausgangssituation
Bei der Landtagswahl im Jahr 2003 hatte die CSU zum ersten und bislang einzigen Mal die Zweidrittelmehrheit der Mandate erreicht. Die Staatsregierung hatte zunächst aus einer CSU-Alleinregierung unter Führung von Ministerpräsident Edmund Stoiber bestanden, ehe dieser im Oktober 2007 von Günther Beckstein abgelöst wurde.
Nur drei Parteien waren nach der Wahl 2003 im Landtag vertreten. Die Opposition bestand aus den Fraktionen von SPD und Grünen.

## Kandidaturen

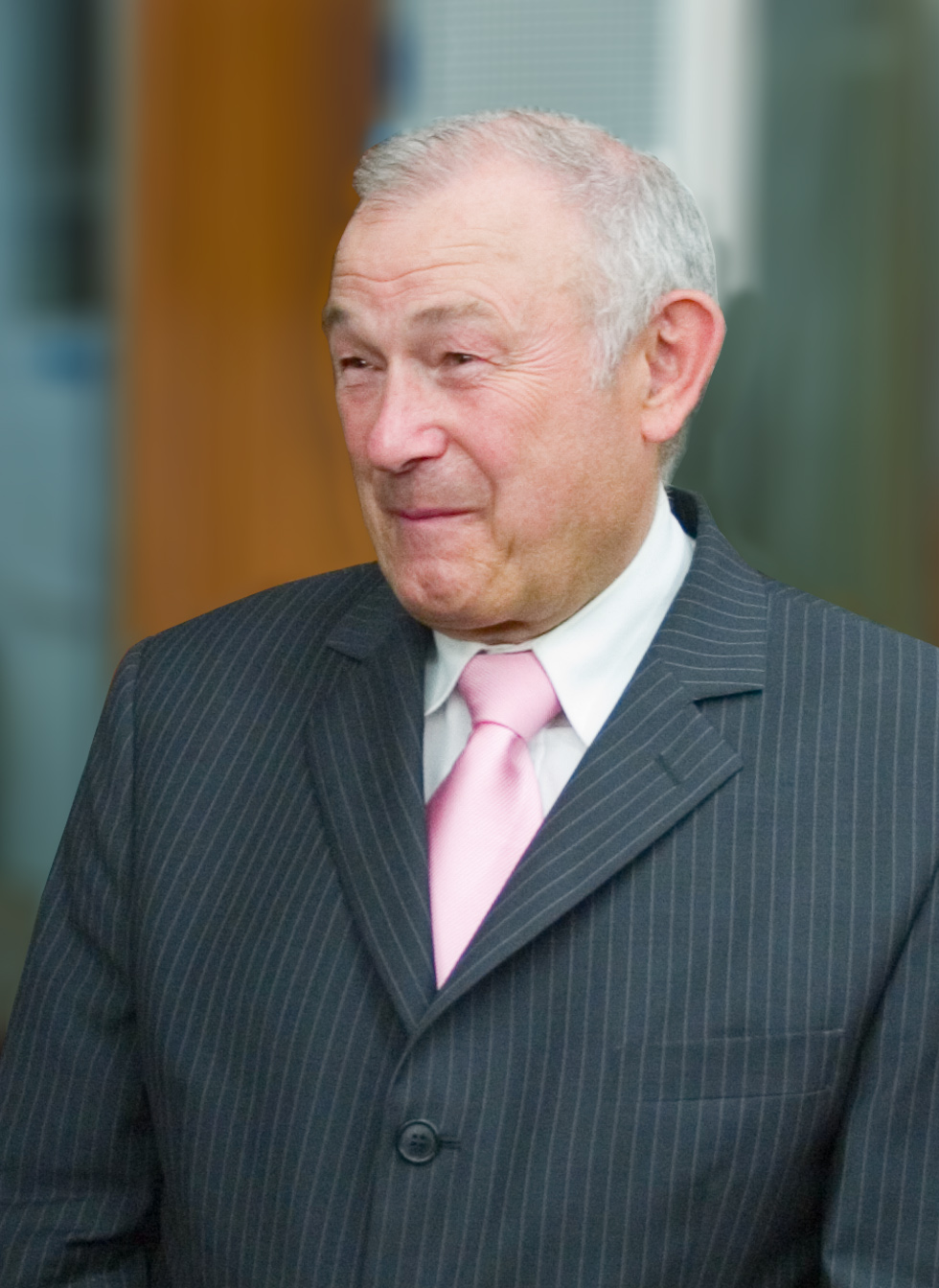
Günther Beckstein,
Spitzenkandidat der CSU

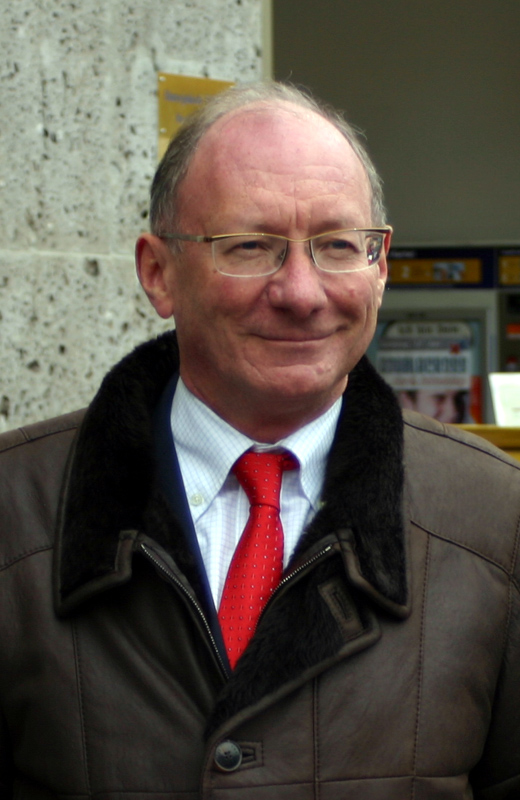
Franz Maget,
Spitzenkandidat der SPD

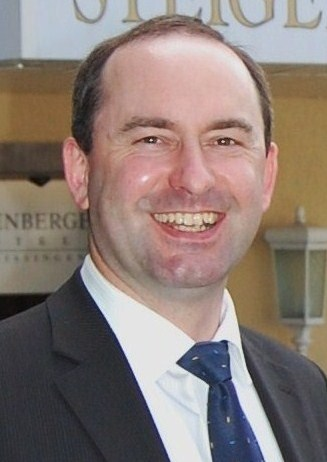
Hubert Aiwanger,
Spitzenkandidat der Freien Wähler

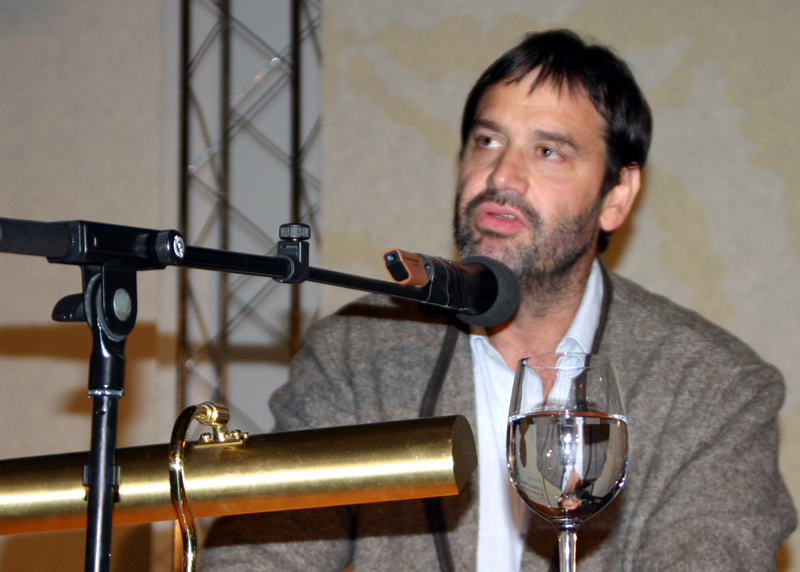
Sepp Daxenberger († 2010),
Spitzenkandidat der Grünen

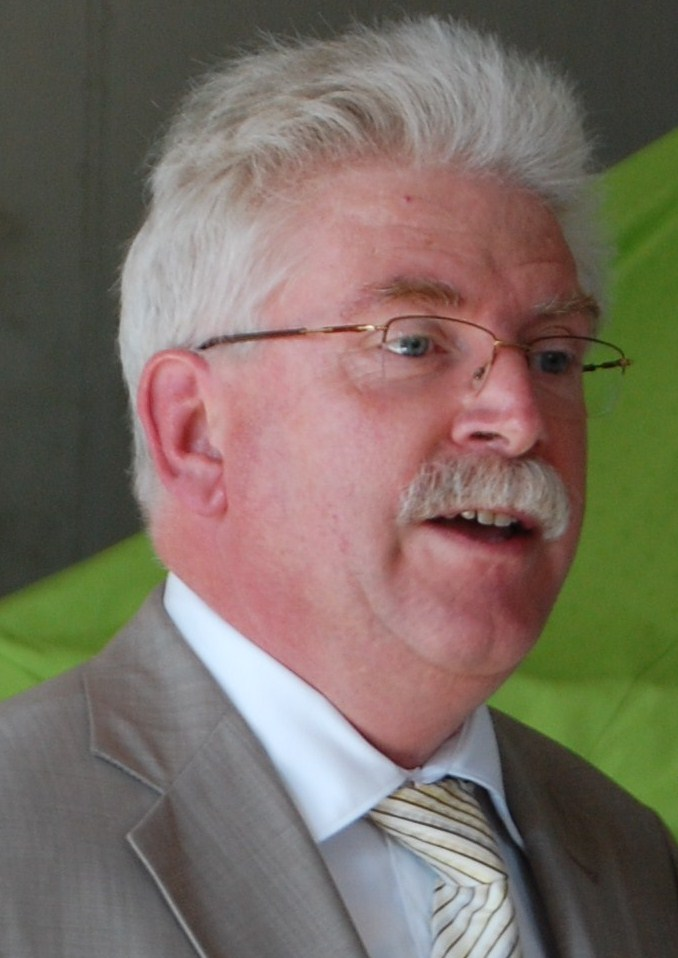
Martin Zeil,
Spitzenkandidat der FDP

Parteien und Wählergruppen mussten ihre Beteiligung an der Wahl schriftlich bis 30. Juni 2008 beim Landeswahlleiter anzeigen, wenn diese nicht im Bundestag oder Landtag vertreten waren, und diese wurden am 3. Juli 2008 veröffentlicht. Wahlkreisvorschläge waren bis zum 17. Juli 2008 beim zuständigen Wahlkreisleiter schriftlich einzureichen.
In der Pressemitteilung vom 5. August wurde die Zulassung folgender Parteien bestätigt:
| Abkürzung       | Vollständige Bezeichnung                               | Spitzenkandidat (Alter in Jahren) | Mitglieder | Wahlziel (*)                           |
| --------------- | ------------------------------------------------------ | --------------------------------- | ---------- | -------------------------------------- |
| CSU             | Christlich-Soziale Union in Bayern                     | Günther Beckstein (64)            | 167.000    | 50 Prozent plus x                      |
| SPD             | Sozialdemokratische Partei Deutschlands                | Franz Maget (54)                  | 71.713     | 25 Prozent Viererkoalition             |
| GRÜNE           | Bündnis 90/Die Grünen                                  | Sepp Daxenberger (46)             | 6.300      | zweistelliges Ergebnis Viererkoalition |
| FDP             | Freie Demokratische Partei                             | Martin Zeil (52)                  | 5.501      | „6 + x“ Koalition mit der CSU          |
| FW FREIE WÄHLER | Freie Wähler Bayern e. V.                              | Hubert Aiwanger (37)              | 40.000     |                                        |
| ödp             | Ökologisch-Demokratische Partei / Bündnis für Familien | Bernhard Suttner (59)             | 4.000      |                                        |
| DIE LINKE       | Die Linke                                              | Fritz Schmalzbauer (61)           | 2.800      |                                        |
| BP              | Bayernpartei                                           | Florian Weber (44)                | 5.100      |                                        |
| REP             | Die Republikaner                                       | Johann Gärtner (58)               | 2.360      |                                        |
| BüSo            | Bürgerrechtsbewegung Solidarität                       | Werner Zuse                       | k. A.      |                                        |
| BB              | Bürger-Block                                           | Robert Mertel                     | k. A.      |                                        |
| DIE VIOLETTEN   | Die Violetten – für spirituelle Politik                | Gudula Blau (68) & Bruno Walter   | 853        |                                        |
| NPD             | Nationaldemokratische Partei Deutschlands              | Sascha Roßmüller (35)             | 1.100      |                                        |
| RRP             | Rentnerinnen- und Rentner-Partei                       | Johann Lampl                      | 1.200      |                                        |

(*) Das Wahlziel Einzug in den Landtag wurde nicht explizit aufgeführt.
Nicht zugelassen wurden:
| Abkürzung         | Vollständige Bezeichnung                                                                      |
| ----------------- | --------------------------------------------------------------------------------------------- |
| Alternative Trans | Alternative Liste Trans                                                                       |
| APPD              | Anarchistische Pogo-Partei Deutschlands                                                       |
| Die PARTEI        | Partei für Arbeit, Rechtsstaat, Tierschutz, Elitenförderung und basisdemokratische Initiative |
| KEINE             | Keine Partei entspricht meinem Wählerwillen                                                   |
| PBC               | Partei Bibeltreuer Christen                                                                   |
| PIRATEN           | Piratenpartei Deutschland                                                                     |
| SAG               | Soziale Alternative für Gerechtigkeit – Landesverband Bayern                                  |

## Umfragen
| Institut                | Datum      | CSU  | SPD  | Grüne | FDP  | FW   | Linke | Sonstige |
| ----------------------- | ---------- | ---- | ---- | ----- | ---- | ---- | ----- | -------- |
| Emnid                   | 23.09.2008 | 49 % | 20 % | 8 %   | 8 %  | 7 %  | 5 %   | 3 %      |
| GMS                     | 22.09.2008 | 48 % | 19 % | 10 %  | 7 %  | 7 %  | 4 %   | 5 %      |
| Forschungsgruppe Wahlen | 19.09.2008 | 47 % | 20 % | 8 %   | 9 %  | 8 %  | 4 %   | 4 %      |
| Infratest dimap         | 18.09.2008 | 47 % | 21 % | 9 %   | 8 %  | 7 %  | 4 %   | 4 %      |
| Forsa                   | 17.09.2008 | 50 % | 19 % | 9 %   | 6 %  | 8 %  | 4 %   | 4 %      |
| GMS                     | 09.09.2008 | 49 % | 19 % | 11 %  | 7 %  | 5 %  | 4 %   | 5 %      |
| Forschungsgruppe Wahlen | 01.08.2008 | 50 % | 20 % | 9 %   | 6 %  | 7 %  | 4 %   | 4 %      |
| Infratest dimap         | 30.07.2008 | 48 % | 22 % | 9 %   | 8 %  | 5 %  | 4 %   | 4 %      |
| Emnid                   | 19.07.2008 | 51 % | 19 % | 9 %   | 7 %  | (*)  | 5 %   | 9 %      |
| Infratest               | 11.07.2008 | 48 % | 21 % | 11 %  | 8 %  | 5 %  | 4 %   | 3 %      |
| GMS                     | 10.07.2008 | 50 % | 20 % | 8 %   | 5 %  | 4 %  | 5 %   | 8 %      |
| GMS                     | 05.06.2008 | 49 % | 20 % | 9 %   | 5 %  | 5 %  | 5 %   | 7 %      |
| Infratest dimap         | 01.05.2008 | 48 % | 23 % | 10 %  | 6 %  | 5 %  | 4 %   | 4 %      |
| mifm                    | 25.04.2008 | 44 % | 20 % | 11 %  | 9 %  | 9 %  | 3 %   | 4 %      |
| mifm                    | 25.04.2008 | 40 % | 19 % | 12 %  | 11 % | 11 % | 4 %   | 3 %      |
| GMS                     | 19.04.2008 | 51 % | 20 % | 10 %  | 6 %  | 4 %  | 4 %   | 5 %      |
| GMS                     | 07.04.2008 | 50 % | 21 % | 10 %  | 5 %  | 4 %  | 4 %   | 6 %      |
| Emnid                   | 02.03.2008 | 51 % | 19 % | 11 %  | 6 %  | 3 %  | 4 %   | 6 %      |
| mifm                    | 15.02.2008 | 50 % | 20 % | 11 %  | 7 %  | 4 %  | 3 %   | 5 %      |
| Infratest dimap         | 09.01.2008 | 52 % | 21 % | 10 %  | 6 %  | 2 %  | 3 %   | 6 %      |
| Emnid                   | 05.01.2008 | 54 % | 20 % | 10 %  | 6 %  | (*)  | 4 %   | 6 %      |
| GMS                     | 04.01.2008 | 56 % | 21 % | 9 %   | 4 %  | 3 %  | 3 %   | 4 %      |

(*) Enthalten in Sonstige

## Kontroversen

### Wahl-O-Mat des Bayerischen Jugendrings
Per einstweiliger Anordnung ließ die ödp dem Bayerischen Jugendring untersagen, den Wahl-O-Mat zur Landtagswahl in Bayern 2008 freizuschalten, da die ödp berücksichtigt werden wollte. Der Bayerische Jugendring sah nur die Berücksichtigung von Parteien, die im Landtag bereits vertreten sind oder bei den letzten Sonntagsfragen mehr als drei Prozent erreicht hatten, vor. Da durch die Begründung des Verwaltungsgerichts München sieben weitere Klein- und Kleinstparteien die Beteiligung erzwingen können, verzichtete der Bayerische Jugendring auf die Veröffentlichung des Wahl-O-Mats.
Bei anderen Ausgaben des Wahl-O-Mat wurden seitdem alle zur Wahl stehenden Parteien berücksichtigt.

### Wahlsendung im Bayerischen Rundfunk
Am 15. September, zwei Wochen vor der Landtagswahl, löste der ödp-Spitzenkandidat Bernhard Suttner einen Eklat aus. Im Bayerischen Rundfunk (BR) lief eine Sendung, die die zur Wahl antretenden Spitzenkandidaten der Kleinparteien behandelte. Suttner verließ vor laufender Kamera die Sendung, da Äußerungen des NPD-Politikers Sascha Roßmüller seiner Meinung nach von der Moderation zu unkritisch behandelt worden waren.

## Wahlprogramme

### CSU
Auf dem Parteitag am 19. Juli in Nürnberg warnte die CSU vor einer Vier- oder Fünferkoalition gegen sie und verabschiedete ihr Wahlprogramm mit den Punkten:
- flächendeckendes, bedarfsgerechtes Angebot an Ganztagsschulen;
- mittelfristig soll ein Kindergartenjahr kostenfrei werden;
- klimaverträgliche Energiepolitik: Erhöhung der erneuerbaren Energien auf 20 Prozent und Verlängerung der Laufzeit der Kernkraftwerke;
- Pendlerpauschale ab dem ersten Kilometer.

### SPD
Auf dem Parteitag am 5. Juli in Weiden beschloss die SPD ihr „Regierungsprogramm“:
- Mit einem Wahlziel von 25 + x soll eine Viererkoalition mit Grünen, Freien Wählern und FDP gebildet werden;
- Schwerpunkt ist die Bildungspolitik. Das bedeutet konkret: keine Klasse über 25, Rechtsanspruch auf einen Platz in einer Ganztagsschule, Sitzenbleiben und die Studiengebühren sollen abgeschafft werden;
- kostenfreie Kindergärten;
- Einführung von Mindestlöhnen und einer Vermögenssteuer;
- das verabschiedete „Energiemanifest“ fordert die Umstellung der bayerischen Versorgung auf erneuerbare Energien.

### GRÜNE
Die Landesdelegiertenkonferenz verabschiedete am 6. Juni in Augsburg ihr Landeswahlprogramm mit den Punkten:
- Nachhaltigkeit (100 Prozent der Energieversorgung in Bayern aus erneuerbaren Energien; „Wer für die Gentechnik ist, der entscheidet sich gegen das Leben und gegen die Schöpfung.“)[33]
- Soziale Gerechtigkeit (längere gemeinsame Schulzeit, Mindestlohn)
- Selbstbestimmung und Vielfalt
- Demokratie und Rechtsstaatlichkeit

### Freie Wähler
Die Landesdelegiertenkonferenz verabschiedete am 5. April in Landshut ihr Wahlprogramm mit den Punkten:
- Bildung (G8-Reform, Aufwertung der Hauptschulen)
- Umwelt und Gesundheit (Förderung Alternativer Energien, Nein zu Grüner Gentechnik)
- Ländlicher Raum (bessere Arztversorgung, DSL-Ausbau)
- Familie (verstärkte Einbindung von Senioren in die Gesellschaft, mehr Kinderkrippen)
- Wirtschaft (weniger Bürokratie für den Mittelstand, Förderung der Landwirtschaft)
- Öffentlicher Dienst (Verwaltungs-/Polizeireform)

### FDP
Auf dem Parteitag Ende April in Bamberg betonte die FDP folgende Punkte:
- liberaler Nichtraucherschutz
- Stärkung des Mittelstandes (angemessene Beteiligung mittelständischer Unternehmen an der öffentlichen Auftragsvergabe, Steuerreform, Bürokratieabbau)
- Abschaffung der Erbschaftsteuer
- Stopp des Gesundheitsfonds, Erhalt der wohnortnahen Gesundheitsversorgung
- keine Online-Durchsuchung, Schülerdatenbank, Kennzeichenerfassung sowie Rücknahme des (damals neuen) Bayerischen Versammlungsgesetzes
- mehr Autonomie für bayerische Schulen und Hochschulen
- längere gemeinsame Schulzeit von der ersten bis zur sechsten Klasse mit flexiblen Übergängen ab dem vierten Schuljahr, achtjähriges Gymnasium als gebundene Ganztagsschule
- Ländlicher Raum (Öffentlicher Nahverkehr, Breitbandanschlüsse, Tourismuskonzept)[37]

### ÖDP
Zur bayerischen Wahl tritt die Partei unter der Bezeichnung Ökologisch-Demokratische Partei / Bündnis für Familien an.
Programmpunkte sind unter anderem:
- Abschaffung der Studiengebühren
- Ausstieg aus der Kernenergie
- Entflechtung von Politik und Wirtschaft
- Ablehnung von Gentechnik
- Ausbau des öffentlichen Nahverkehrs[39]

### LINKE
Auf dem Parteitag am 26. Juli in Nürnberg beschloss Die Linke Kernpunkte ihres Wahlprogramms:
- Bildung für alle: Flächendeckende Gemeinschaftsschule, Abschaffung der Studiengebühren, Lernmittelfreiheit und Erwachsenenbildungsgesetz
- Ausstieg aus der Atomenergie
- Stärkung der gesetzlichen Rentenkasse
- Mindestlohn von 8,50 Euro, Pendlerpauschale mit zusätzlicher Komponente für Niedrigverdiener und Abschaffung der Hartz-IV-Regelung
- Verbot der Leiharbeit für öffentliche Arbeitgeber
- Keine Privatisierung von Wasser- und Abwasserbetrieben
- Keine Telefonüberwachung und Vorratsdatenspeicherung
- Stärkung des öffentlichen Personennahverkehrs
- Geschlechtergerechtigkeit

### BP
Auf der Parteiausschusssitzung am 25. Mai 2008 wurde das derzeitige Programm für die Landtagswahl beschlossen. Wichtige Punkte sind:
- Unabhängigkeit Bayerns von Deutschland
- Stärkung der direkten Demokratie
- Autonomie der Bayerischen Bezirke
- Abschaffung von Ökosteuer und Solidaritätszuschlag
- drastische Vereinfachung des Steuerrechts
- maßvollerer Nichtraucherschutz
- Garantie für Kindergartenplätze
- Schutz der Feiertage
- Stärkung bayerischer Kultur und der verschiedenen Dialekte im Freistaat
- Ausstieg aus der Kernenergie und Förderung erneuerbarer Energien
- kein Überwachungsstaat

## Ergebnis
| Partei               | Erst- stimmen | Zweit- stimmen | Gesamt- stimmen | Summe in Prozent | Vergleich zu 2003 | Sitze | Vergleich zu 2003 |
| -------------------- | ------------- | -------------- | --------------- | ---------------- | ----------------- | ----- | ----------------- |
| Stimmen/Sitze Gesamt | 5.330.032     | 5.282.243      | 10.612.275      | 100%             | —                 | 187   | +7                |
| CSU                  | 2.267.521     | 2.336.439      | 4.603.960       | 43,4%            | −17,3%            | 92    | −32               |
| SPD                  | 1.017.153     | 955.284        | 1.972.437       | 18,6%            | −1,0%             | 39    | −2                |
| FW                   | 567.509       | 518.387        | 1.085.896       | 10,2%            | +6,2%             | 21    | +21               |
| GRÜNE                | 484.092       | 515.019        | 999.111         | 9,4%             | +1,7%             | 19    | +4                |
| FDP                  | 432.948       | 414.279        | 847.227         | 8,0%             | +5,4%             | 16    | +16               |
| LINKE                | 234.480       | 227.275        | 461.755         | 4,4%             | +4,4%             | —     | —                 |
| ÖDP                  | 114.261       | 97.939         | 212.200         | 2,0%             | +0,0%             | —     | —                 |
| REP                  | 74.788        | 71.285         | 146.073         | 1,4%             | −0,9%             | —     | —                 |
| NPD                  | 63.370        | 60.029         | 123.399         | 1,2%             | +1,2%             | —     | —                 |
| BP                   | 60.815        | 55.649         | 116.464         | 1,1%             | +0,3%             | —     | —                 |
| RRP                  | 4.337         | 15.423         | 19.760          | 0,2%             | +0,2%             | —     | —                 |
| Violette             | 6.108         | 9.357          | 15.465          | 0,1%             | +0,1%             | —     | —                 |
| BB                   | 2.472         | 4.834          | 7.306           | 0,1%             | +0,0%             | —     | —                 |
| BüSo                 | 178           | 1.044          | 1.222           | 0,0%             | −0,1%             | —     | —                 |

Prozentuale Entwicklung der Stimmenverteilung bei den Landtagswahlen seit 1946

Von den 91 Stimmkreisen gewann die CSU 90, nur in München-Milbertshofen konnte sich der SPD-Spitzenkandidat Franz Maget durchsetzen. Dadurch ergibt sich nach dem Bayerischen Wahlsystem eine höhere Gesamtzahl an Sitzen im Vergleich zu 2003 wegen Überhang- und Ausgleichsmandaten.

### Auswirkungen
| Koalitionsoption                | Sitze |
| ------------------------------- | ----- |
| Zweidrittelmehrheit (128 Sitze) |       |
| CSU, SPD                        | 131   |
| Absolute Mehrheit (≥ 94 Sitze)  |       |
| CSU, FW                         | 113   |
| CSU, Grüne                      | 111   |
| CSU, FDP                        | 108   |
| SPD, FW, Grüne, FDP             | 095   |
| Sitze gesamt                    | 187   |

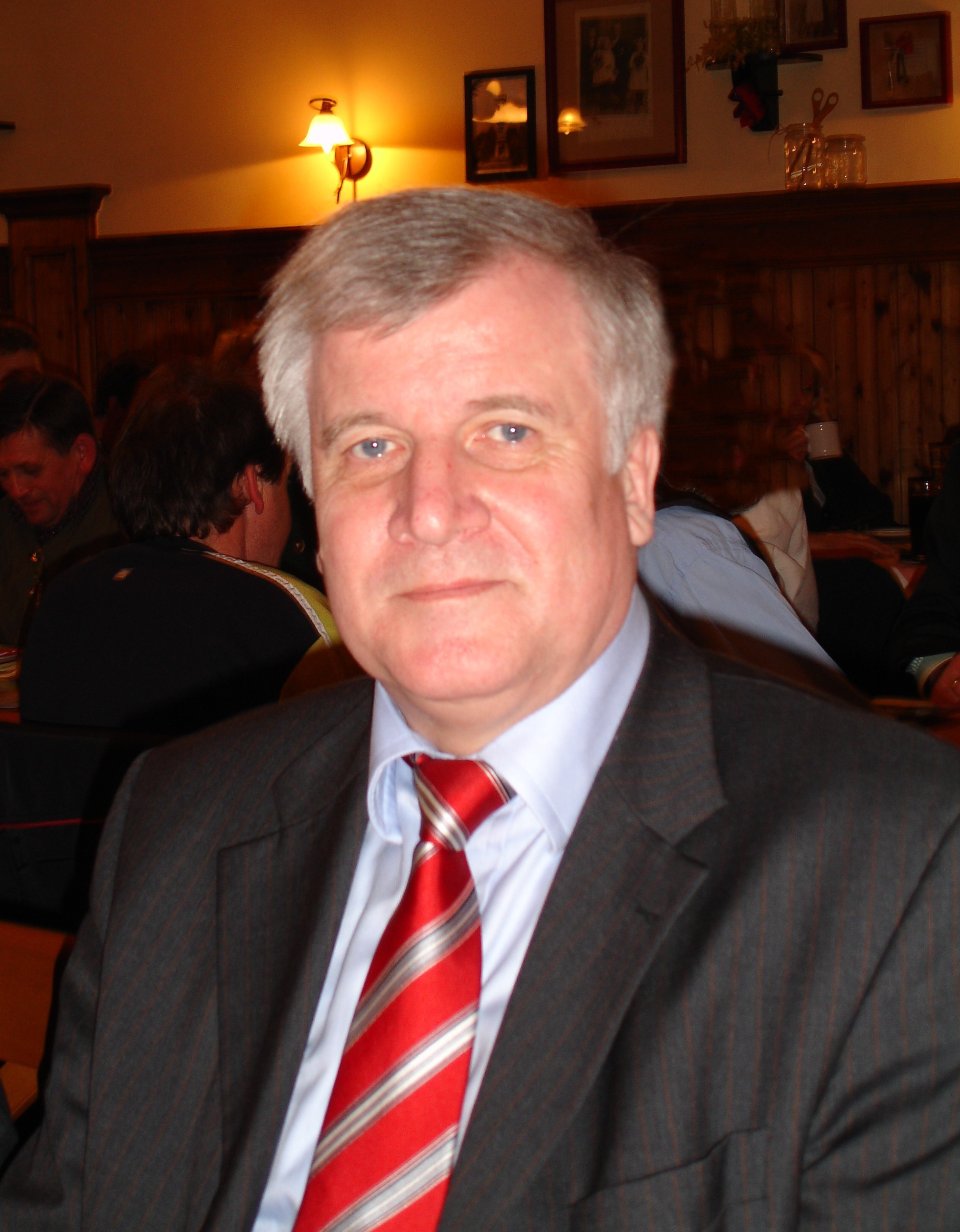
Horst Seehofer, Ministerpräsident ab Oktober 2008

Infolge des Wahlergebnisses war es für die CSU zur Bildung einer neuen Regierungsmehrheit notwendig, eine Koalition mit einer weiteren ins Parlament gewählten Partei einzugehen. Dies geschah gemeinsam mit der bayerischen FDP. Es wurde das Kabinett Seehofer I gebildet.
Wegen des für die CSU enttäuschenden Ergebnisses bei der Landtagswahl in Bayern kündigte am 30. September 2008 Parteichef Erwin Huber seinen Rücktritt für Ende Oktober an. Auch die Generalsekretärin Christine Haderthauer bot bereits am Wahlabend ihren Rücktritt an.
Einen Tag danach zog auch der Bayerische Ministerpräsident Günther Beckstein Konsequenzen und kündigte seinen Rücktritt an. Sein Nachfolger wurde Horst Seehofer, der auch den Parteivorsitz der CSU übernahm.
| Fraktion                                | Name                                          | Amtszeit                      |
| --------------------------------------- | --------------------------------------------- | ----------------------------- |
|                                         | Georg Schmid Christa Stewens                  | 2007–2013 2013                |
| Sozialdemokratische Partei Deutschlands | Franz Maget Markus Rinderspacher              | 2008–2009 seit 2009           |
| Freie Wähler                            | Hubert Aiwanger                               | seit 2008                     |
| Bündnis 90/Die Grünen                   | Margarete Bause Sepp Daxenberger Martin Runge | 2003–2017 2008–2010 2011–2013 |
| Freie Demokratische Partei              | Thomas Hacker                                 | 2008–2013                     |